# Собор Святих Юста і Пастора (Нарбонн)
Собо́р Святи́х Ю́ста та Па́стора (фр. Cathédrale Saint-Just-et-Saint-Pasteur de Narbonne) — колишній кафедральний собор, розташований у місті Нарбонн (Франція). Церкву освячено на честь святих братів Юста та Пастора. Національна пам'ятка Франції.
Будівництво храму розпочалося 1272 року. Церква була кафедрою архієпископа єпархії Нарбонна, яку після 1801 року скасовано та об'єднано з єпархією Каркассонна.

## Джерело
- Dictionnaire des églises de France, Belgique, Luxembourg, Suisse, Robert Laffont, Paris, Tom II-C, с. 109—110.